# فيل ريتشاردسون
فيل ريتشاردسون (بالإنجليزية: Phil Richardson)‏ هو سياسي أمريكي، ولد في 18 أغسطس 1942 في الولايات المتحدة. حزبياً، نشط في الحزب الجمهوري. وقد انتخب عضو مجلس نواب أوكلاهوما.